# Lei (stad)
Lei är en stad och kommun i provinsen Nuoro på Sardinien. Kommunen hade 499 invånare (2017). Staden ligger i provinsen Nuoro. Lei gränsar till kommunerna Bolotana och Silanus.